# Selaginella moseleyi
Selaginella moseleyi là một loài dương xỉ trong họ Selaginellaceae. Loài này được Hieron. mô tả khoa học đầu tiên năm 1913.
Danh pháp khoa học của loài này chưa được làm sáng tỏ. 